# 별빛라디오
델리스파이스 윤준호의 별빛라디오는 경인방송에서 매일 저녁 8시부터 밤 10시까지 방송되었던 음악 프로그램이다.

## 개요
하루를 마감하는 시간에 만나는 색다른 매력. 델리스파이스 윤준호의 별빛라디오,
2017년 3월 6일부터 원기범의 별빛라디오가 시작해,  델리스파이스의 윤준호가 교체되어 진행 했었다. 2024년 5월 26일 자로 7년만에 폐지되었다.

## 코너 소개

### 매일 코너
- 하루 한판
- 내 마음의 안정제

### 요일 코너
- 수 : 골라 골라 나의 취향
- 금 : 불금엔 불금송
- 일 : 케이팝 히스토리, 금주의 신곡